# Can Barriga
Can Barriga, antic Mas Soler, és una masia de Badalona (Barcelonès), catalogada com a bé cultural d'interès local.

## Història i descripció
Es troba al costat d'una riera (actualment avinguda de Martí Pujol) i al sud del turó de Montigalà. De tipus basilical, consta de planta baixa, pis i golfes. La urbanització de l'entorn (polígon de Montigalà) han aïllat la construcció, part del jardí i la nova casa construïda el 1924.
S'hi han trobat les restes d'una vil·la romana amb un paviment i un possible forn, desapareguts.